# 镇海卫 (福建)
镇海卫是明代至清初的一处卫所。
洪武十二年（1379年）置，治所在今福建省漳州市龙海区隆教畲族乡镇海村，属福建都指挥使司管辖，领六鳌千户所、铜山千户所、悬钟千户所。清朝顺治十四年（1657年）五月被废止。